# اثبات مفهوم
اثبات مفهوم (به انگلیسی: Proof of Concept) نمونه‌ای است که صرفاً برای اثبات وجود یا امکان‌پذیری چیزی آورده می‌شود.
از آنجایی که هدف چنین شاهدی تنها بیان امکان وجود یا انجام امری است، اثبات مفهوم اغلب بهینه نیست، و می‌توان با دقّت بیشتر شواهد مناسبتری را پیدا کرد.

## تاریخچه استفاده
این مفهوم از سال ۱۹۶۷ در حال استفاده است. در یک رسیدگی به محاکمه در مجمع علوم و فضانوردی، کمیته فرعی تحقیقات و تکنولوژی‌های پیشرفته، اثبات مفهوم این چنین تعریف شد
این کمیته اثبات مفهوم را یک عبارت در توسعه تعریف کرد که سخت‌افزارهای مورد آزمایش تولید و آزمایش می‌شوند تا سازگاری مفهوم جدید را مورد کنکاش و نمایش قرار دهند.
یک تعریف از «اثبات مفهوم» توسط بروس کارستن ارائه شد که در متن مجله وی در ستونی با عنوان «قسمت کارستن» با نام «نمونه اولیه اثبات مفهوم» (۱۹۸۹) آورده شده بود.
نمونه اولیه اثبات مفهوم اصطلاحی است که (به اعتقاد من) من در سال ۱۹۸۴ ابداع کردم. این برای تعیین مداری ساخته شده در امتداد خطوط مشابه نمونه اولیه مهندسی مورد استفاده قرار گرفت، اما مدارکی که هدف آن فقط اثبات امکان مدار و/یا یک روش ساخت، و در نظر گرفته نشده‌است که نسخه اولیه یک طرح تولید باشد.
این ستون همچنین تعاریفی را برای اصطلاحات مرتبط اما متمایز «تخته نان» (اصطلاحی که از سال ۱۹۴۰ استفاده می‌شود)، «نمونه اولیه»، «نمونه اولیه مهندسی» و «تخته برنج» ارائه می‌دهد.

## مثال‌ها

### توسعه نرم‌افزار
در توسعه نرم‌افزار، اصطلاح اثبات مفهوم اغلب چندین فرایند متمایز با اهداف مختلف و نقش‌های شرکت کننده را مشخص می‌کند: نقش‌های تجاری فروشنده ممکن است از اثبات مفهوم برای تعیین اینکه آیا یک سیستم برخی از جنبه‌های هدف طراحی شده را برآورده می‌کند یا خیر، مورد استفاده قرار گیرد. پس از رضایت فروشنده، نمونه اولیه‌ای ساخته می‌شود که سپس برای جلب اعتبار یا نشان دادن به مشتریان احتمالی استفاده می‌شود. [نیاز به منبع]
مزایای اصلی اثبات مفهوم در توسعه نرم‌افزار عبارتند از:
- امکان انتخاب بهترین پشته فناوری برای نرم‌افزار (برنامه یا پایگاه تحت وب)
- داشتن احتمال علاقه بیشتر سرمایه‌گذاران به محصول نرم‌افزاری آینده
- ساده‌سازی و سهولت آزمایش و اعتبارسنجی ایده‌ها برای عملکرد نرم‌افزار
- دریافت بازخورد ارزشمند مخاطبان هدف (کاربران) حتی قبل از ساخت یک سیستم با کاربری کامل
- مشتری‌های آماده قبل از انتشار رسمی نرم‌افزار

رشته فولادی اثبات فنی مفهوم است که تمام فناوری‌های موجود در یک محلول را در بر می‌گیرد.
در مقابل، اثبات فناوری، هدف تعیین راه حل برای برخی از مشکلات فنی (مانند چگونگی ادغام دو سیستم) یا نشان دادن این است که یک پیکربندی داده شده می‌تواند به یک بازده خاص برسد. هیچ کاربر تجاری‌ای نیازی به اثبات فناوری ندارد.
یک پروژه آزمایشی به یک راه‌اندازی اولیه سیستم برای تولید اشاره دارد که دامنه محدودی از راه حل نهایی در نظر گرفته شده را هدف قرار می‌دهد. دامنه ممکن است به دلیل تعداد کاربرانی که می‌توانند به سیستم، فرآیندهای تجاری متأثر از آن، شرکای تجاری درگیر یا محدودیت‌های دیگر به تناسب دامنه دسترسی داشته باشند، محدود شود. هدف از یک طرح آزمایشی، آزمایش اغلب در یک محیط تولید است.
برای تأیید ایده در دنیای توسعه نرم‌افزار، برخی از متداول‌ترین رویکردها عبارتند از:
- آزمایش ماکت محصول و کاربر
- کارگاه‌ها و مصاحبه‌ها
- ارائه ارزش به مشتری بدون توسعه نرم‌افزار قبلی
- صفحات فرود و کمپین‌های آنلاین